# Giro della Provincia di Reggio Calabria 1975
Il Giro della Provincia di Reggio Calabria 1975, trentaseiesima edizione della corsa, si svolse il 23 marzo 1975 su un percorso di 264,1 km, con partenza e arrivo a Reggio Calabria. La vittoria fu appannaggio dell'italiano Giuseppe Perletto, che completò il percorso in 6h45'15", alla media di 37,453 km/h, precedendo i connazionali Francesco Moser e Costantino Conti.

## Ordine d'arrivo (Top 10)
| Pos. | Corridore                | Squadra        | Tempo    |
| ---- | ------------------------ | -------------- | -------- |
| 1    | Giuseppe Perletto        | Magniflex      | 6h45'15" |
| 2    | Francesco Moser          | Filotex        | a 0'06"  |
| 3    | Costantino Conti         | Furzi-FT       | s.t.     |
| 4    | Giancarlo Polidori       | Furzi-FT       | s.t.     |
| 5    | Gianbattista Baronchelli | Scic           | s.t.     |
| 6    | Alfredo Chinetti         | Furzi-FT       | s.t.     |
| 7    | Marcello Bergamo         | Jollj Ceramica | s.t.     |
| 8    | Luciano Rossignoli       | Filotex        | s.t.     |
| 9    | Enrico Paolini           | Scic           | s.t.     |
| 10   | Knut Knudsen             | Jollj Ceramica | s.t.     |